# Foxtrot (kompilacja)
Foxtrot' to album składankowy wydany w 1998 roku nakładem wytwórni Chalice, zawierający utwory grup Coil, Nurse With Wound, Inflatable Sideshow (pseudonim Stevena Stapletona) i Current 93.

## Spis utworów

### CD
1. "In My Head A Crystal Sphere Of Heavy Fluid" – Peter Christopherson
2. "Bone Frequency" – Inflatable Sideshow
3. "Think Jazz, Think Punk Attitude" – Nurse With Wound
4. "Spooky Loop" – Nurse With Wound
5. "Blue Rats (Blue Cheese Mix)" – Coil
6. "Heartworms" – Coil
7. "A Dream Of TheInmostLight" – Current 93

### 2X10"-winyl
Side A:

1. "In My Head A Crystal Sphere Of Heavy Fluid" – Peter Christopherson
2. "Bone Frequency" – Inflatable Sideshow

Strona B:

1. "Think Jazz, Think Punk Attitude" – Nurse With Wound
2. "Spooky Loop" – Nurse With Wound

Strona C:

1. "Blue Rats (Blue Cheese Remix)" – Coil
2. "Heart Worms" – Coil

Strona D:
1. "A Dream Of TheInmostLight" – Current 93